# Le Père malgré lui
Pour les articles homonymes, voir Tunnel of Love.
Pour plus de détails, voir Fiche technique et Distribution.
Le Père malgré lui (The Tunnel of Love) est un film américain de Gene Kelly, sorti en 1958.

## Fiche technique
- Titre : Le Père malgré lui
- Titre original : The Tunnel of Love
- Réalisation : Gene Kelly

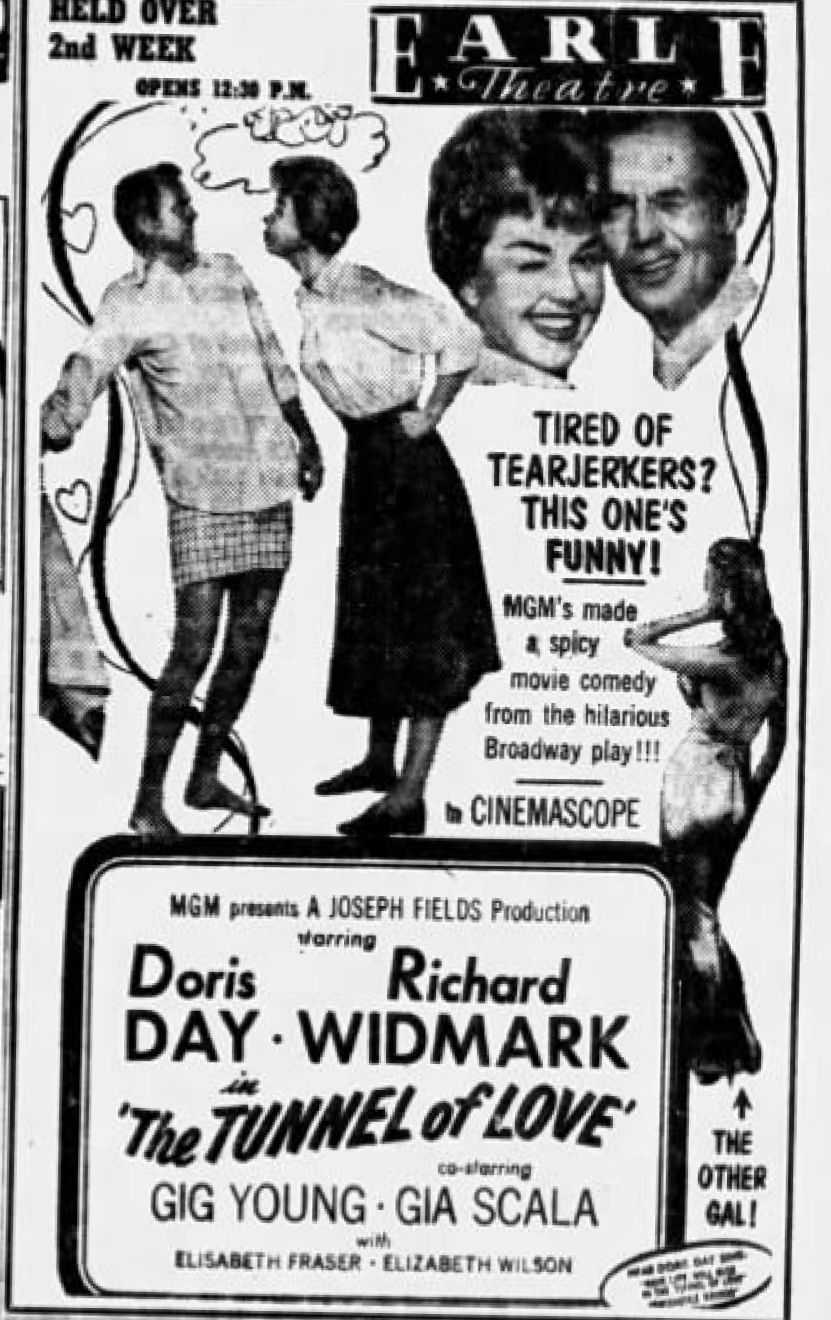
Affiche américaine du film.

- Scénario : Joseph Fields et Jerome Chodorov, d'après la pièce éponyme de Joseph Fields, Jerome Chodorov et Peter De Vries, et un roman de ce dernier
- Photographie : Robert J. Bronner
- Montage : John McSweeney Jr.
- Direction artistique : Randall Duell et William A. Horning
- Décorateur de plateau : Henry Grace et Robert Priestley
- Costumes : Helen Rose pour Doris Day et Gia Scala
- Production : Joseph Fields et Martin Melcher
- Société de production : Arwin Productions et Fields Productions
- Société de distribution : Metro-Goldwyn-Mayer
- Pays de production :  États-Unis
- Langue : anglais
- Format : Noir et blanc - Son : Perspecta Stereo/4-Track Stereo (Westrex Recording System)
- Genre : Comédie
- Durée : 98 minutes
- Dates de sortie : 
  - États-Unis : 21 novembre 1958 New York
  - France : 22 juillet 1960

## Distribution
- Doris Day : Isolde Poole
- Richard Widmark : August 'Augie' Poole
- Gig Young : Dick Pepper
- Gia Scala : Estelle Novick
- Elisabeth Fraser : Alice Pepper
- Elizabeth Wilson : Miss MacCracken
- Vikki Dougan : Gladys Dunne, actrice
- Doodles Weaver : Escorte
- Charles Wagenheim : Employé de jour du motel
- Robert Williams : Employé de nuit du motel
- Esquire Trio : Eux-mêmes